# پاناما (سری‌لانکا)
پاناما (به لاتین: Panama) یک منطقهٔ مسکونی در سری‌لانکا است که در استان شرقی (سری‌لانکا) واقع شده‌است.